# WNBA All-Star Game 2013
Match précédent Match suivant
Le WNBA All-Star Game 2013 se tient le 27 juillet 2013 dans la Mohegan Sun Arena de Uncasville, Connecticut. Ce match est le 11e All-Star Game annuel.
Le Connecticut accueille cet événement pour la troisième fois de son histoire après 2005 et 2009.

## Joueuses
| Pos.         | Joueuse             | Équipe                      | Participation |
| Titulaires   | Titulaires          | Titulaires                  | Titulaires    |
| ------------ | ------------------- | --------------------------- | ------------- |
| PG           | Seimone Augustus    | Lynx du Minnesota           | 4e            |
| SG           | Diana Taurasi       | Mercury de Phoenix          | 6e            |
| SF           | Maya Moore          | Lynx du Minnesota           | 2e            |
| PF           | Candace Parker      | Sparks de Los Angeles       | 2e            |
| C            | Rebekkah Brunson*** | Lynx du Minnesota           | 3e            |
| Remplaçantes |                     |                             |               |
| G            | Danielle Robinson   | Silver Stars de San Antonio | 1re           |
| G            | Kristi Toliver      | Sparks de Los Angeles       | 1re           |
| G            | Lindsay Whalen      | Lynx du Minnesota           | 3e            |
| F            | Tina Thompson**     | Storm de Seattle            | 9e            |
| F            | Nneka Ogwumike      | Sparks de Los Angeles       | 1re           |
| F            | Glory Johnson       | Shock de Tulsa              | 1re           |
| Entraîneuse  |                     |                             |               |
|              | Cheryl Reeve        | Lynx du Minnesota           |               |

| Pos.         | Joueuse           | Équipe                | Participation |
| Titulaires   | Titulaires        | Titulaires            | Titulaires    |
| ------------ | ----------------- | --------------------- | ------------- |
| PG           | Cappie Pondexter  | Liberty de New York   | 5e            |
| SG           | Epiphanny Prince  | Sky de Chicago        | 2e            |
| C            | Tina Charles****  | Sun du Connecticut    | 2e            |
| F            | Angel McCoughtry  | Dream d'Atlanta       | 2e            |
| PF           | Tamika Catchings  | Fever de l'Indiana    | 8e            |
| Remplaçantes |                   |                       |               |
| G            | Allison Hightower | Sun du Connecticut    | 1re           |
| G            | Ivory Latta       | Mystics de Washington | 1re           |
| G            | Shavonte Zellous  | Fever de l'Indiana    | 1re           |
| F            | Crystal Langhorne | Mystics de Washington | 2e            |
| C            | Sylvia Fowles     | Sky de Chicago        | 3e            |
| C            | Érika de Souza*   | Dream d'Atlanta       | 2e            |
| Entraîneuse  |                   |                       |               |
|              | Lin Dunn          | Fever de l'Indiana    |               |

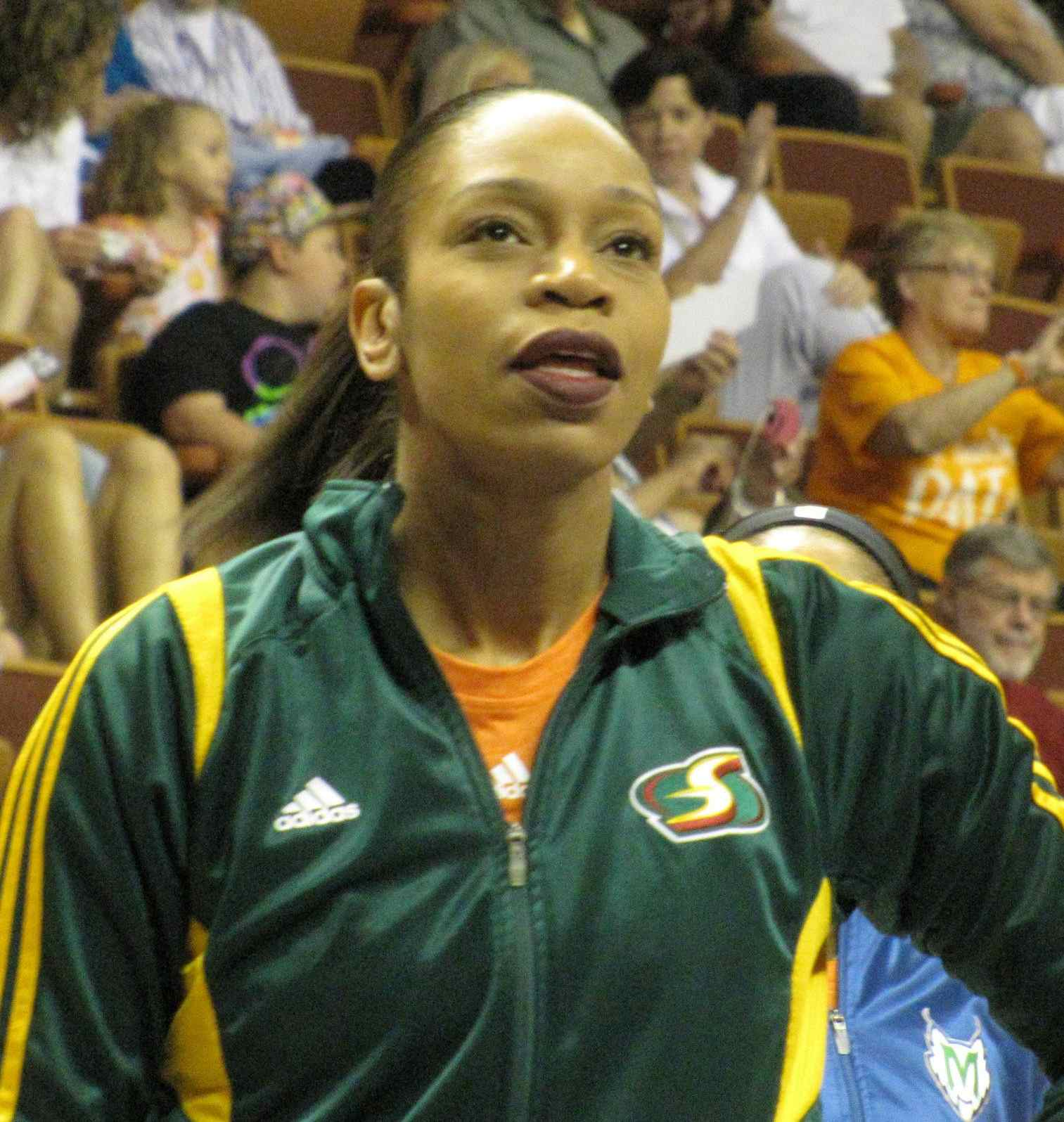
Tina Thompson établit un nouveau record de sélections.

* La rookie Elena Delle Donne, forfait pour blessure, est remplacée par Érika de Souza pour sa seconde sélection.

** Tina Thompson (38 ans) remplace Brittney Griner. Elle est invitée pour la neuvième et dernière fois avant sa retraite devançant les huit sélections de Lisa Leslie et Tamika Catchings.

*** Rebekkah Brunson remplace Brittney Griner dans le cinq de départ .

**** Tina Charles remplace Elena Delle Donne dans le cinq de départ.
Sans compter les forfaits, sept joueuses honorent leur première sélection : Kristi Toliver, Nneka Ogwumike, Allison Hightower, Ivory Latta, Danielle Robinson, Shavonte Zellous et Glory Johnson.
Sans Griner, absente lors des cinq dernières rencontres, ni Delle Donne victime d'un choc la rencontre précédente, la première sélection de deux rookies dans le cinq de départ n'a pas pu être vue. La rencontre est remportée 102 à 98 par l'équipe de l'Ouest. Déjà sélectionnée en 2009 (retour de maternité) et 2011 (blessée), Candace Parker dispute son premier All-Star Game et remporte le trophée de MVP pour ses 23 points inscrits, bien épaulée par les 19 points (8 sur 13 aux tirs de champ) de son équipière des Sparks Kristi Toliver. Les 23 points de Parker (10/13, ainsi que 11 rebonds) sont un nouveau record surpassant les 22 unités (10/16) de Swin Cash,.
- Équipe ayant quatre joueuses sélectionnées : Lynx.
- Équipes ayant trois joueuses sélectionnées : Sparks.
- Équipes ayant deux joueuses sélectionnées : Sky, Dream, Fever, Mystics, Sun.
- Équipes ayant une joueuse sélectionnée : Mercury, Storm, Silver Stars, Liberty, Shock.

L'entraineur du Fever de l'Indiana Lin Dunn dirige la Sélection Est tandis que la sélection Ouest est dirigée par l'entraîneuse du Lynx du Minnesota Cheryl Reeve, en tant que coachs des équipes championnes de conference la saison passée.
| 27 juillet | Box score | Conférence Ouest 102, Conférence Est 98                              | Conférence Ouest 102, Conférence Est 98 | Conférence Ouest 102, Conférence Est 98                                                  |  | Mohegan Sun Arena, Uncasville Affluence : 9,323 Arbitres : - #38 Lamont Simposn - #24 Tony Dawkins - #31 Amy Bonner | ABC |
| 27 juillet | Box score | Score par quart-temps : 29-27, 14–22, 31-32, 28-17                   |                                         |                                                                                          |  | Mohegan Sun Arena, Uncasville Affluence : 9,323 Arbitres : - #38 Lamont Simposn - #24 Tony Dawkins - #31 Amy Bonner | ABC |
| 27 juillet | Box score | Candace Parker 23 Rebekkah Brunson and Parker 11 Danielle Robinson 4 | Points Rebonds Passes d.                | Ivory Latta et Epiphanny Prince 15 Angel McCoughtry, Érika de Souza 8 Cappie Pondexter 5 |  | Mohegan Sun Arena, Uncasville Affluence : 9,323 Arbitres : - #38 Lamont Simposn - #24 Tony Dawkins - #31 Amy Bonner | ABC |